# Бадрак Микола Григорович
Бадрак Микола Григорович (нар. 17 грудня 1951, Кандалакша, Мурманська область, Росія) — артист балету, танцюрист, хореограф, педагог, Заслужений артист України, кавалер ордена «Знак пошани», Ветеран праці.

## Біографія
Закінчив хореографічну студію при Ансамблі танцю України (1970).
- У 1970–72 — артист Ансамблю пісні і танцю ім. О. Александрова (Москва);
- 1972–90 — артист Ансамблю танцю України ім. Павла Вірського, у складі якого гастролював у багатьох країнах.
- 1990– 94 — артист ансамблю «Гопак»;
- 1994–99 — хореограф і педагог дитячих ансамблів «Світанок», «Соняшник», «Чисті роси». Провідні партії в танцях і хореографічних картинах «Шевчики», «Повзунець», «Чумаки», «Гопак», «Запорожці». Віртуозно виконував складні танцювальні трюки, створював яскраві пластичні характери.
- 2002—2004 — артист балету в театральній трупі «Артістіко» (Мілан, Італія)
- від 1998 року по даний час — педагог балетмейстер Народного художнього колективу хореографічного ансамблю «Чисті роси»
- від 2017 року — член Міжнародного Конгресу з досліджень у сфері танців International Congress on Dance Research [Архівовано 28 вересня 2021 у Wayback Machine.] під егідою Міжнародної Ради Танцю при ЮНЕСКО International Dance Council CID [Архівовано 28 вересня 2021 у Wayback Machine.]